# Aspila belladonna
Aspila belladonna là một loài bướm đêm trong họ Noctuidae.